# Maleve, Demîdivka
Maleve (în ucraineană Малеве) este un sat în comuna Beresteciko din raionul Demîdivka, regiunea Rivne, Ucraina.

## Demografie
Componența lingvistică a localității Maleve
     Ucraineană (99,5%)
     Alte limbi (0,5%)
Conform recensământului din 2001, majoritatea populației localității Maleve era vorbitoare de ucraineană (99,5%), existând în minoritate și vorbitori de alte limbi.